# صبري الهلالي
صبري الهلالي (1900-1953): وهو محمد صبري مهدي علي الهلالي، لقبه الفني صبري، وهو خطاط ورياضي وضابط عسكري عراقي ولد في مدينة بغداد عام 1900. بدأ مسيرته المهنية مبكراً بائعاً للتبغ وفي سنة 1927 تعيَّن في مديرية المساحة العامة ببغداد بعنوان خطاط، وبقي فيها موظفاً حتى سنة 1936 وخلال تلك السنة دخل المدرسة الحربية وتخرج ضابطاً في الجيش العراقي وتدرج في الرتب العسكرية حتى وصل إلى رتبة رئيس، وتعادل اليوم رتبة نقيب. وبوصفه ضابطاً في وزارة الدفاع فقد كان يكلَّف بخط الإرادات الملكية الرسمية. تتلمذ على يد جملة من خطاطي بغداد الكبار أمثال أحمد الحائري الكاظمي، والملا عارف الشيخلي، والملا محمد الشيخلي، والملا علي الفضلي، ولهُ مراسلات خطية مع الخطاط السوري نجيب هواويني. من طلابه الخطاط صلاح ناجي زين الدين المصرف، وولده الخطاط غالب صبري الهلالي والذي يعد أحد مؤسسي جمعية الخطاطين العراقيين سنة 1974. أسس لأول وهلة محترفه الفني للخط في شارع الرشيد ببغداد، واستقر بعد ذلك في شارع المتنبي وهو بمثابة الرئة الفنية والأدبية للثقافة العراقية بالعاصمة بغداد، وبقي في ذلك الشارع حتى وافته المنية. وضع كراسة تعليمية بخط الرقعة بعنوان (كراسة صبري) في أربعة أجزاء أقرتها وزارة المعارف العراقية في ذلك الوقت لتعليم الخط العربي في المدارس الابتدائية، كما وضع كتيباً صغيراً عن حبر الخطاطين وأسرار صناعته. ابتدأ برياضة الزورخانة منذ سنة 1918، وأصبح عضواً في اتحاد المصارعة العراقي وأصبح أول رئيس لاتحاد رفع الأثقال. من آثاره الخطية البارزة في بغداد: الشريط الكتابي على جدار جامع العادلية، وواجهة البناية القديمة لوزارة الدفاع. دفن في النجف عام 1953 بعد أن توفي بالسكتة القلبية في مكتبه بشارع المتنبي.

## البدايات الخطية
درس الخطاط صبري الهلالي مبادئ العلوم في المدرسة الجعفرية، وعمل في تجارة التبوغ كبائع لها، وظهر ميله نحو فن الخط العربي في هذه المرحلة حيث كان ينبهر بشواهد الخط التي تعج بها واجهات مساجد بغداد ومراقدها ومدارسها وبناياتها، فعزم على تعلمه بادئ الأمر عند الشيخ أحمد الحائري الكاظمي،  ثمّ تابع دراسته لدى خطّاطين آخرين. واجتهد صبري بالتقليد والمحاكاة للخطوط التي وجدها على شواهد قبور الملوك لا سيّما خط الثلث والنسخ، وأما خط التعليق فقد أجاده متقفياً أسلوب الخطاط الإيراني مير عماد الحسني.
تنَوّعَ اختيار صبري للأساتذة فقد انتقل إلى الخطاط البغدادي الملا محمد الشيخلي والذي بدوره قدمه إلى ابن عمه الخطاط البغدادي الشهير الملا عارف الشيخلي، ثم بدأ يراجع الخطاط الملا علي الفضلي البغدادي لمدة ثلاث سنوات، كما راسل الخطاط السوري الأصل المدفون في القاهرة بمصر نجيب هواويني وأخذ عنه خط الرقعة فأتقنه واصبحت لديه مَلَكة خاصة تميزه في هذا الخط.
ولم يكتفِ صبري بذلك بل سافر سنة 1926 إلى إيران وتواصل مع الخطاطين الإيرانيين وأخذ عنهم حتى تمكن من خط النستعليق بشكل قال عنه الخطاط هاشم محمد البغدادي إنه اتقنه وتمكن من أسراره وخفاياه، ومواطن الجمال والسحر فيه في المد والتركيب. انبهر صبري بالخطاط العثماني عبد الله أفندي الزهدي، وكانت له رغبة شديدة في زيارة تركيا لرؤية خطوطه المنفذة ولكن حالت قلة ذات اليد دون حصول ذلك.

## الاهتمام الرياضي
عرف عن الخطاط صبري اهتمامه بالرياضة وبالذات رياضة الزورخانة وهي لفظة فارسية تعني بيت القوة إذ اشتهرت هذه اللعبة في العراق وإيران والكويت في العشرينات من القرن الماضي، ولها تأريخ قديم يمتد إلى أكثر من قرن من الزمان، وقد شرع صبري بهذه الرياضة منذ سنة 1918، وأصبح عضواً في اتحاد المصارعة العراقي الذي كان يرأسه آنذاك المصارع العراقي المشهور عباس الديك، ثم أصبح أول رئيس لاتحاد رفع الأثقال، وهو من مؤسسي النادي الأولمبي في العراق ومن المساهمين في إصدار مجلة النادي والكتابة فيها، وقد بذل جهوداً لإقامة أول مسابقة لرفع الأثقال في العراق، كما ووضع كتاباً ارشادياً في الألعاب السويدية، ونشر مقالات رياضية وأخرى تهتم بالصحة البدنية في الصحف العراقية.

## مديرية المساحة العامة
تعين الخطاط صبري عام 1927 في مديرية المساحة العامة في بغداد بعنوان خطاط، وبقي فيها موظفاً حتى عام 1936، وقد جمعت هذه المديرية جمهرة من خطاطي بغداد أمثال: هاشم محمد البغدادي وعبد الكريم رفعت ومهدي الجبوري وغيرهم.

## الحياة العسكرية
دخل في سنة 1936 المدرسة الحربية وتخرج ضابطاً في الجيش العراقي وتدرج في الرتب العسكرية حتى وصل إلى رتبة رئيس بحسب تسميات الرتب في العهد الملكي ويقابلها اليوم رتبة نقيب في الجيش العراقي، وبوصفه ضابطاً وزارة الدفاع فقد كان يكلف بخط الأوامر الملكية الرسمية أو ما تعرف بالإرادات الملكية من براءات وإنعامات ملكية والتي كان يخطها بالخط الديواني جرياً على عادة من سبقه من أساتيذه مثل الملا علي الفضلي.

## أعماله الخطية
تمتع الخطاط صبري بقدرة فنية في تصاميم الإعلان والعلامات التجارية وعناوين الكتب ومشق الأسماء والعناوين للأشخاص والنوادي والمؤسسات والشركات، ولكن لم تحفظ الكثير من تلك الأعمال كون الكثير منها كانت مخصصة لاعمال تجارية تخص طباعة الزنكوغراف وهي عادة لا يتم الاحتفاظ بها في المطابع، ولكن يمكن تقفي أثر بعض الأعمال ومنها:
- إنجاز خطوط واجهة جامع العادلية ببغداد
- انجاز كراسة تعليمية بخط الرقعة بعنوان (كراسة صبري) في أربعة أجزاء أقرتها وزارة المعارف العراقية في ذلك الوقت لتعليم الخط في المدارس الابتدائية.
- وضعُ كتيب مرجعي عن حبر الخطاطين وكيفية صناعته.
- إنجاز خطوط جامع فتّاح باشا في الكاظمية.
- المشاركة في إنجاز خطوط في حرمي الإمام الحسين والعبّاس في كربلاء.
- إنجاز خطوط في جامع الدهان والأورفلي في بغداد.
- انجاز خطوط واجهة بناية وزارة الدفاع العراقية القديمة والتي كانت عبارة عن شريط مكتوب بالخط الكوفي لعبارة «لا غالب إلا الله».[8]

## الأساتذة
- أحمد الحائري الكاظمي.
- الملا محمد الشيخلي.
- الملا عارف الشيخلي.
- الملا علي الفضلي.
- نجيب هواويني.

## من تلاميذه والمتأثرين به
- الخطاط هاشم عبد القادر
- الخطاط كريم حسين
- ولده الخطاط غالب صبري الهلالي
- الخطاط يوسف ذنون
- الخطاط صبار الأعظمي
- الخطاط حليم جميل
- الخطاط محمد حسين جعفر
- الخطاط فخري خليل
- الخطاط سامي داوود
- الخطاط صلاح ناجي زين الدين المصرف[9][10]

## وفاته
توفي الخطاط صبري الهلالي صباح يوم الجمعة بتأريخ 13 شباط عام 1953، جرّاء تعرضه للسكتة القلبية في محترفهِ الفني للخط بشارع المتنبي في بغداد، ودفن في مثواه الأخير في مقبرة وادي السلام بالنجف، وقد ورثاه الخطاط الشيخ كاظم النجفي بقصيدة أرخ فيها وفاته، جاء فيها:
فقد سرنا بموكبه بحـــــــزن ودمع العين بالزفرات يجري
ففي (وادي السلام) له سلام وفي (أرض الغري) أغرُّ قبرِ
ومهما قيل لي بالصبر أرخ: يبدد مصرع الخطاط صبري
كما ونعاه الشاعر والكاتب عبد الكريم العلّاف بأبيات عديدة من جملتها ما أرخ فيهما سنة وفاته بالتأريخ الهجري 1372 هـ، قال فيها:
ونَعَى القِرطاسُ أسفــارَاً خَلَتْ مِن سُطُورٍ نَمَّقَـــتْ فِي راحَتَيــــه
ولِهـــذا مُــذْ ثَــــوَى أرَّخْتُــــهُ: بِالثَّرَى صَبْري فَوَا لَهْفِي عَلَيــــه.